# Upsilon Andromedae
Upsilon Andromedae  (υ And / υ Andromedae), o Titawin, è un sistema stellare binario che dista circa 44 anni luce dalla Terra. Ha circa 3 miliardi di anni, due terzi dell'età del nostro Sole.
Vista dalla Terra, Upsilon Andromedae è visibile nella costellazione di Andromeda, 10 gradi a est della Galassia di Andromeda.
Il sistema è composto da una nana bianco-gialla simile al nostro Sole (Upsilon Andromedae A) e da una debole nana rossa (Upsilon Andromedae B). Le due stelle sono separate da una distanza di circa 750 UA.
Upsilon Andromedae A è stata la prima stella nella sequenza principale intorno a cui sono stati scoperti più di un pianeta extrasolare. Finora nel sistema planetario sono stati scoperti tre pianeti; si pensa che tutti e tre siano giganti gassosi.

## Distanza e visibilità
Upsilon Andromedae si trova abbastanza vicina alla Terra: la parallasse della stella è stata misurata dal satellite Hipparcos in 74,25 milliarcosecondi, che corrisponde a una distanza di 13,5 parsec.
Upsilon Andromedae A ha una magnitudine apparente di +4,09, è visibile ad occhio nudo in condizioni di discreta visibilità.

La debole Upsilon Andromedae B è visibile solo con l'ausilio di un telescopio.

## Componenti del sistema
- Upsilon Andromedae A è una nana bianco-gialla di tipo spettrale F8V, simile al nostro Sole ma più giovane, più massiva e luminosa. La stella ha circa 3,3 miliardi di anni e ha metallicità simile al Sole[4]. Avendo una massa di 1,3 volte il Sole, la stella avrà anche una vita più breve. Il flusso di radiazione ultravioletta per i pianeti nella zona abitabile del sistema è simile a quello che riceve la Terra dal Sole.[5]
- Upsilon Andromedae B è una nana rossa di tipo spettrale M4.5V, dista circa 750 UA dalla componente primaria. È stata scoperta nel 2002, in base a dati raccolti dal progetto 2MASS[6]. La stella è molto meno massiva e luminosa del Sole.

Il Washington Double Star Catalog elenca due componenti ottiche, comunque queste ultime non condividono il moto proprio del sistema e quindi appaiono vicine a Upsilon Andromedae solo per ragioni di prospettiva.

## Sistema planetario

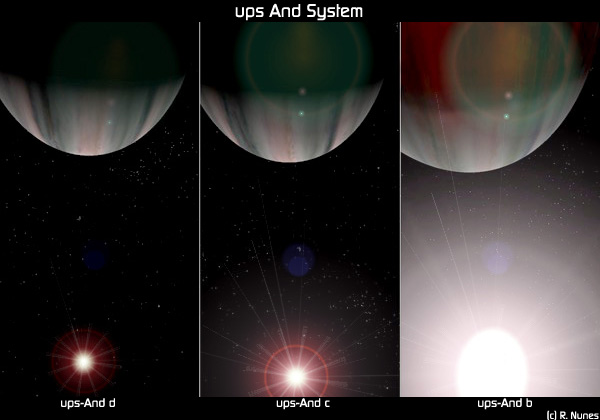
Rappresentazione artistica di Upsilon Andromedae A vista da 3 dei suoi pianeti.

Il pianeta più interno (b) è stato scoperto nel 1996 e annunciato a gennaio 1997 da Geoffrey Marcy e R. Paul Butler, entrambi astronomi alla San Francisco State University (SFSU).

A causa della sua vicinanza alla stella, provocava grosse oscillazioni ed è stato relativamente facile da scoprire. Tuttavia, ulteriori oscillazioni rimanevano inspiegate, e si ipotizzava un probabile secondo pianeta in orbita. Alla fine, sia gli astronomi della SFSU che quelli del Harvard-Smithsonian Center for Astrophysics conclusero indipendentemente che un modello a 3 pianeti si adattava meglio alle osservazioni. Queste conclusioni sono state annunciate il 15 aprile 1999.
Il 22 novembre del 2010 è stato rilevato il segnale di un possibile quarto pianeta, Upsilon Andromedae e, che per massa e distanza dalla stella madre parrebbe essere un gemello di Giove. La sua massa è infatti sarebbe 1,06 volte quella del gigante del sistema solare e la sua distanza sarebbe quasi la stessa che separa Giove dal Sole, 5,2456 unità astronomiche (784 730 000 km), con un periodo orbitale, su un'orbita quasi circolare, di 3 848,86 giorni (10,5376 anni).
Studi successivi del 2011 e del 2014, pur trovando alcune prove dell'esistenza di tale pianeta, hanno riscontrato grandi incongruenze nella stima del periodo orbitale a seconda dell'insieme di dati utilizzato, suggerendo che l'apparente segnale planetario è più probabilmente un artefatto strumentale.
La stella pare non possedere un disco circumstellare paragonabile alla fascia di Kuiper del sistema solare; questo potrebbe dipendere dalle perturbazioni gravitazionali della lontana compagna di Upsilon Andromedae A, che potrebbe aver rimosso il materiale nella parte più esterna del sistema planetario.
Non è esclusa l'esistenza di ulteriori pianeti troppo piccoli per essere rilevati.

### Prospetto
Di seguito un prospetto dei pianeti di Upsilon Andromedae, in ordine di distanza dalla stella. A tre dei quattro pianeti così come alla stella stessa,  sono stati assegnati, nel dicembre del 2015, nomi propri scelti dopo un concorso pubblico.
| Pianeta                                                    | Massa             | Raggio  | Periodo orb.   | Sem. maggiore | Eccentricità | Incl. orbita | Scoperta |
| ---------------------------------------------------------- | ----------------- | ------- | -------------- | ------------- | ------------ | ------------ | -------- |
| b (Saffar)                                                 | 1,7+0,33 −0,24 MJ | ~1,8 rJ | 4,61711 giorni | 0,0594 UA     | 0,012        | 24°±4°       | 1996     |
| c (Samh)                                                   | 13,98+2,2 −5,3 MJ | —       | 240,94 giorni  | 0,8259 UA     | 0,245        | 7,87°±1°     | 1999     |
| d (Majriti)                                                | 10,25+0,7 −3,3 MJ | —       | 1281 giorni    | 2,53 UA       | 0,316        | 23,76°±1,3°  | 1999     |
| e                                                          | >1,059 MJ         | —       | 3848,86 giorni | 5,2456 UA     | 0,0055       | —            | 2010     |
| Prospetto delle distanze dei pianeti dalla stella centrale |                   |         |                |               |              |              |          |

1. ↑  Non confermato per la NASA,[16] confermato per l'enciclopedia dei pianeti extrasolari.[17]